# Seznam armadnih skupin Wehrmachta
Seznam armadnih skupin Wehrmachta.

## Seznam
- Armadna skupina A
- Armadna skupina Afrika
- Armadna skupina B
- Armadna skupina C
- Armadna skupina D
- Armadna skupina Don
- Armadna skupina E
- Armadna skupina F
- Armadna skupina Felber
- Armadna skupina G
- Armadna skupina H
- Armadna skupina Kurland
- Armadna skupina Ligurija
- Armadna skupina Sredina
- Armadna skupina Sever
- Armadna skupina Severna Ukrajina
- Armadna skupina Vzhodna marka
- Armadna skupina Jug
- Armadna skupina Južna Ukrajina
- Armadna skupina Weichsel